# Rouaud de Vannes

Rouaud de Vannes (mort le 26 juin 1177) est le 1er abbé de l'abbaye Notre-Dame de Lanvaux en 1138 et évêque de Vannes de 1143 à 1177.

## Biographie
Rouaud (aussi orthographié Ruaud ou Rotaldus) est un moine cistercien de l'abbaye de Bégard. À la demande du baron Alain de Lanvaux, il établit avec deux compagnons religieux le 11 septembre 1138, l'abbaye Notre-Dame de Lanvaux. À mi-distance des châteaux du baron, situés à Bieuzy et dans les Landes de Lanvaux, en bordure de l'étang et de la forêt, cette nouvelle abbaye est fille de Bégard, la 129e abbaye de l'ordre cistercien et la 8e en Bretagne, dont Rouaud devint le premier abbé. « Ses vertus et de ses lumières l'ayant rendu célèbre » en 1143 après la mort de l'évêque Even, qui avait par ailleurs agréé la fondation de l'abbaye, le duc Conan III qui était devenu son intime, lui propose le siège épiscopal de Vannes. Il semble que l'abbé ait conservé la direction de son abbaye du fait de la proximité des lieux, puisqu'aucun autre abbé de Lanvaux n'est mentionné dans les 35 années qui suivent.

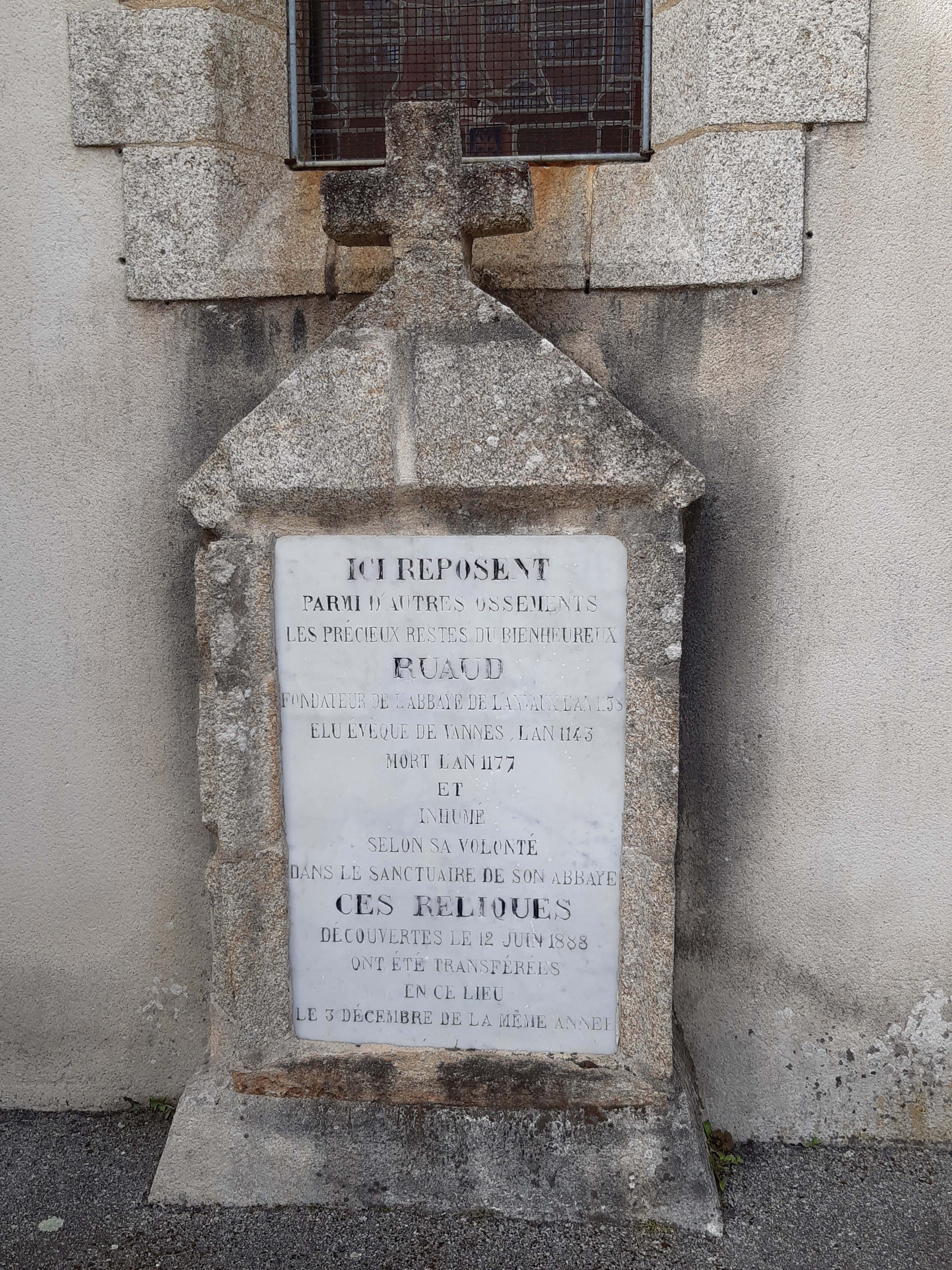
Tombeau-mémorial de Rouaud, sur le flanc sud de l'église Saint-Aubin de Brandivy.

En 1145, il reçoit Bernard de Clairvaux lors de sa visite en Bretagne. En 1158, il intervient conjointement avec Bernard, l'évêque de Nantes, pour obtenir le pardon du seigneur de la Roche- Bernard, excommunié par le pape Adrien IV à la suite d'un conflit avec les moines de l'abbaye de Redon. Sa mort est mentionnée dans l' obituaire de la cathédrale de Vannes : « Obiit VI calendes Julii anno 1177 ». Lorsqu'il mourut en odeur de sainteté en 1177, les chanoines de la cathédrale et les moines de Lanvaux se disputèrent son corps. Ces derniers obtinrent gain de cause et ils l'inhumèrent dans le chœur de leur église abbatiale. En 1740, son tombeau fut recouvert d'une nouvelle dalle portant l'inscription « Ci-gît le Bienheureux père en Dieu le seigneur Ruaud. Homme d'une sainteté et d'une rigide justice qui après avoir laissé des preuves éclatantes de ses vertus, s'endormit dans la paix du Seigneur l'an 1177 le 26 juin et voulut être inhumée dans cette église qu'il avait fondée ».
Proclamé bienheureux, il est fêté le 22 octobre

## Sources
- (la) Jean-Barthélemy Hauréau, Gallia Christiana, vol. XIV Provincia Turonensi, Paris, Firmin-Didot, 1856, p. 924-925 Ecclesia Venetensis XXXI Rotaldus.
- Liste Chronologique des Évêques du diocèse de Vannes de l'église catholique Diocèse de Vannes Liste chronologique des Évêques de Vannes